# Региональная политика Европейского союза
Региональная политика Европейского союза (часто называемая политикой сплочения, англ.  Cohesion Policy) — система мер, направленная на повышение благосостояния регионов ЕС и на сокращение межрегионального экономического разрыва. На преодоление экономического и социального отставания, поддержку территорий с проблемами в промышленности и сельском хозяйстве используется от трети бюджета ЕС. Цель региональной политики — повышение конкурентоспособности регионов путём благоприятствования экономическому росту и занятости, поддержки программ в области защиты окружающей среды и энергической безопасности.

## История
История региональной политики началась вместе с историей Единой Европы: с принятия Римского договора в 1957 году одной из главных задач сообщества стало содействие гармоничному экономическому развитию. Необходимость исправления региональных дисбалансов была признана в отчётах Еврокомиссии в 60 годах. Первое расширение ЕС заставило страны-члены согласиться на создание Европейского фонда регионального развития в середине 1970-х годов. На этом настаивала Великобритания, которая, во-первых, была крупным импортёром товаров из стран, не входивших в ЕС (импортные пошлины поступают в бюджет ЕС, а не принимающему государству), во-вторых, из-за сравнительно малоразвитого сельского хозяйства не была заинтересована в участии в Единой сельскохозяйственной политике (на которую уходил почти весь бюджет ЕЭС).
На 1975—1977 фонд получил 1,4 миллиарда счётных единиц (используемая тогда валюта), что составляло около 4 % европейского бюджета. Государства-члены должны были представлять проекты фонду, а затем специальный комитет выбирал, на какой выделить помощь.
После присоединения Греции (1981), Испании и Португалии (1986) региональный дисбаланс в ЕЭС сильно увеличился. До присоединения один из восьми европейцев имел годовой доход ниже 30 % среднего по сообществу, в 1986 году уже один из пяти. Желая завершить процесс формирования внутреннего рынка и выровнять экономическую ситуацию, Еврокомиссия выступила с пакетом реформ (получившим название «Пакет Делора I»), предлагая среди прочего ввести новую процедуру формирования бюджета и усилить бюджетную дисциплину. 29 июня 1988 года Еврокомиссия, Совет и Европарламент заключили соглашение, согласно которому впервые вводился пятилетний финансовый план (1988—1993). Также в «Пакет Делора I» входило перераспределение средств с Единой аграрной политики в пользу политики сплочения и других областей деятельности сообщества. Годовые отчисления на политику сплочения, увеличились с 6,4 миллиарда ЭКЮ в 1988 до 20,5 миллиарда ЭКЮ в 1993 году (16 и 31 % бюджета ЕС соответственно).
Увеличение финансирования происходило одновременно с изменением принципов региональной политики. Если раньше деньги выделялись под проекты, подготовленные странами, то теперь комиссия стала разрабатывать проекты на более автономной основе. Были выработаны руководящие принципы политики: концентрация на ограниченном количестве целей с приоритетом на наименее развитые регионы, создание многолетних программ развития на основе анализа обстановки и стратегического планирования, партнёрство в разработке и применении программ с национальными и общеевропейскими игроками, включая неправительственные организации.
Пять приоритетных направлений были согласованы в 1988 году:
• Помощь регионам с отставанием в развитии;
• Преобразования в регионах, страдающих от спада в промышленности;
• Борьба с долгосрочной безработицей;
• Содействие трудоустройству молодёжи
• Ускорение реформ в сельском хозяйстве и содействие развитию сельских территорий
64 % всех средств (43,8 миллиарда) уходили на первую цель, так как примерно 25 % территорий союза, где проживали 86,2 миллиона человек, могли претендовать на помощь по первой цели. Больше всех получила Испания (10,2 миллиарда ЭКЮ), где 57,7 % населения жили в регионах, попадавших под действие цели 1. После Испании — Италия (8,5 миллиарда; 36,4 % населения), Португалия (8,45 миллиарда; 100 %), Греция (7,5 миллиарда, 100 %) и Ирландия (4,46 миллиарда, 100 %). Меньше получила Германия для развития восточных регионов после 1990 года, Франция для Корсики и Великобритания для Северной Ирландии.
57,3 миллиона человек жили на территории, попадавшей под вторую цель, на которую выделили 6,1 миллиарда ЭКЮ. 2 миллиарда из них получила Великобритания, 1,5 миллиарда — Испания. По 3 и 4 целям выделили 6,67 миллиарда. Великобритания получила 1,5 миллиарда, Франция 1,44 миллиарда и Германия 2,05 миллиарда ЭКЮ.
В начале 90 годов Еврокомиссия выступила с новыми предложениями («Пакет Делора II»), включавшими детали создававшегося Маахстрихтским договором Фонда сплочения и увеличение финансирования региональной политики. В 1992 году Европейский совет разработал бюджет на 1994—1999 годы. 153 миллиарда ЭКЮ выделялись старым фондам региональной политики, 15 миллиардов — Фонду сплочения. Фонд сплочения используется для стран, чей ВНП меньше 90 % общесоюзного, при условии, что они представят программы экономического развития, соответствующие критериям экономического и монетарного союза, изложенным в договоре о ЕС. Приоритетные направления региональной политики остались неизменными, но в 1995 году к ним добавилась помощь регионам с крайне малой плотностью населения, по которой Швеция и Финляндия получили 697 миллионов ЭКЮ.
В 1999 году было принято новое законодательство в отношении фондов, проводящих региональную политику. Наряду с формальными и процессуальными вопросами было сокращено с шести до трёх количество целей региональной политики:
Цель 1: содействие развитию отстающих регионов;
Цель 2: поддержка экономических и социальных преобразований на территориях, сталкивающихся со структурными проблемами;
Цель 3: модернизация систем образования, профессиональной подготовки и политики занятости.
Бюджет региональной политики 2000—2006 годов основывался на этих трёх принципах. 15 государств-членов в рамках политики сплочения получили 213 миллиардов евро. В 2004 году произошло самое крупное расширение ЕС за всю историю. Новым странам выделили дополнительно 22 миллиарда на период 2004—2006.
В бюджете на 2007—2013 годы на региональную политику заложили 347 миллиардов евро. В 2006 году принципы политики сплочения были снова пересмотрены. Теперь они выглядят так:
Цель 1 — Сближение: содействие развитию отстающих государств и регионов, чей ВВП на душу  населения меньше 75 % среднего по союзу.
Цель 2 — Региональная конкурентоспособность и занятость: применяется ко всем другим европейским регионам.
Цель 3 — Европейское территориальное сотрудничество: поддержка межграничного и межрегионального сотрудничества.
Количество фондов, из которых ведётся финансирование региональной политики, было сокращено с 6 до 3: Европейский фонд регионального развития, Европейский социальный фонд и Фонд сплочения.
Цель «Сближение» затрагивает 84 региона в 17 странах (170 миллионов человек) и на основе постепенного прекращения ещё 16 регионов, чей ВВП слегка превысил средний из-за вступления в союз новых членов. В целом на первую цель потрачено 282,8 млрд евро. 168 регионов в 19 странах попадают под действие второй цели, на которую выделено 54,9 миллиарда евро. По третьей цели, которая затрагивает 181,7 млн человек, живущих в приграничных районах, выделено 8,7 млрд евро.
Больше всего от политики сплочения 2007—2013 годах получили: Польша (67,3 млрд евро), Испания (35,2 млрд евро), Италия (28,8 млрд.), Чехия (26,7), Германия (26,3), Венгрия (25,3).

## Бюджет 2014—2020
Согласно бюджету на 2014—2020 годы политика сплочения получит 325 миллиардов евро в ценах 2011 года (366,8 миллиарда в текущих ценах). Они будут направлены на повышение экономического роста и создание новых рабочих мест, борьбу с изменением климата, энергетической зависимостью и социальными проблемами. Инвестиции будут направлены во все регионы ЕС, но с учётом уровня их развития. Страны разделены на три группы:
- Наименее развитые (ВВП менее 75 % среднего)
- Переходные (ВВП между 75 % и 90 % среднего по союзу)
- Развитые (ВВП более 90 %)

Деятельность Европейского фонда регионального развития сосредоточится на 4 приоритетах: инновациях и исследованиях, развитии цифровых технологий, поддержке малых и средних предприятий и низкоуглеродной экономике. Ресурсы из этого фонда не обязательно должны использоваться только на эти четыре цели. Но в группе развитых государств не менее 80 % выделенных средств необходимо потратить на по крайней мере 2 указанных приоритета из 4, в переходных регионах не менее 60 %, а в малоразвитых не менее 50 %. Также установлен минимальный процент средств, которые нужно вложить в развитие низкоуглеродной экономики.
Развитие трансъевропейских транспортных сетей и проектов экологической направленности в области энергетики и транспорта — приоритет Фонда сплочения (его используют только в государствах, где ВВП на душу населения меньше 90 % среднего по союзу). В этом бюджете фонд получил около 75 миллиардов евро.
Через Европейский социальный фонд ЕС будет достигать свои цели в сфере занятости и борьбе с бедностью. ЕСФ может использоваться в любой стране ЕС в зависимости от нужд конкретного государства. На период 2014—2020 этому фонду выделено 74 миллиарда евро.
В целом наименее развитые страны получат в 2014—2020 годах 185,37 млрд евро, переходные страны 36,16 млрд, развитые 55,52 млрд. В дополнение малонаселённым и удалённым районам выделено 1,56 млрд, на межрегиональное развитие 10,23 млрд. Все суммы выражены в текущих ценах и не учитывают распределение Фонда сплочения.
Больше других из указанных средств получит Польша (82,27 млрд евро), за ней Италия (33,08 млрд.) и Испания (28,31 млрд.).